# Plusiocampa bonneti
Plusiocampa bonneti es una especie de hexápodo dipluro de la familia Campodeidae. Es endémica del nordeste de la península ibérica (España).